# Gante-Wevelgem 1949
La Gante-Wevelgem 1949 fue la 11.ª edición de la carrera ciclista Gante-Wevelgem y se disputó el 3 de abril de 1949 sobre una distancia de 250 km.  
El belga Marcel Kint (Mercier-Hutchinson) ganó en la prueba al imponerse al sprint a sus seis compañeros de fuga. Sus compatriotas André Declercq y Albert Decin fueron segundo y tercero respectivamente.  

## Clasificación final
| Posición | Ciclista          | Equipo             | Tiempo    |
| -------- | ----------------- | ------------------ | --------- |
| 1        | Marcel Kint       | Mercier-Hutchinson | 7h 15'00" |
| 2        | André Declercq    | Bertin-Wolber      | m.t.      |
| 3        | Albert Decin      | Alcyon-Dunlop      | m.t.      |
| 4        | Valère Ollivier   | Ganna              | m.t.      |
| 5        | Maurice Mollin    | Mercier-Hutchinson | m.t.      |
| 6        | Joseph Van Stayen | -                  | m.t.      |
| 7        | Roger Gyselinck   | Groene Leeuw       | a m.t.    |
| 8        | Briek Schotte     | Alcyon-Dunlop      | a 2'25"   |
| 9        | Arthur Mommerency | Terrot-Hutchinson  | m.t.      |
| 10       | André Rosseel     | La Française       | m.t.      |